# Catedral de Southwark
La catedral de Southwark (/ˈsʌðək/) o catedral e iglesia colegiata de san Saviour y santa María Overie de Southwark en Londres, históricamente en el condado de Surrey, se encuentra en la orilla sur del río Támesis cerca del puente de Londres. No debe ser confundida con la cercana catedral católica de San Jorge, también en Southwark.
Es la iglesia madre de la diócesis anglicana de Southwark. Ha sido un lugar de culto cristiano desde hace unos 1000 años, pero es catedral sólo desde 1905. El presente edificio es fundamentalmente gótico, que data de entre 1220 y 1420.
La línea de ferrocarril que une la estación de London Bridge con la estación de Cannon Street pasa muy cerca de la catedral, bloqueando la vista desde el lado sur. El medieval Borough Market y el salón de la excelentísima compañía de Vidrieros y Pintores de Vidrio se encuentran en las inmediaciones.

## Historia

### Sajona y medieval

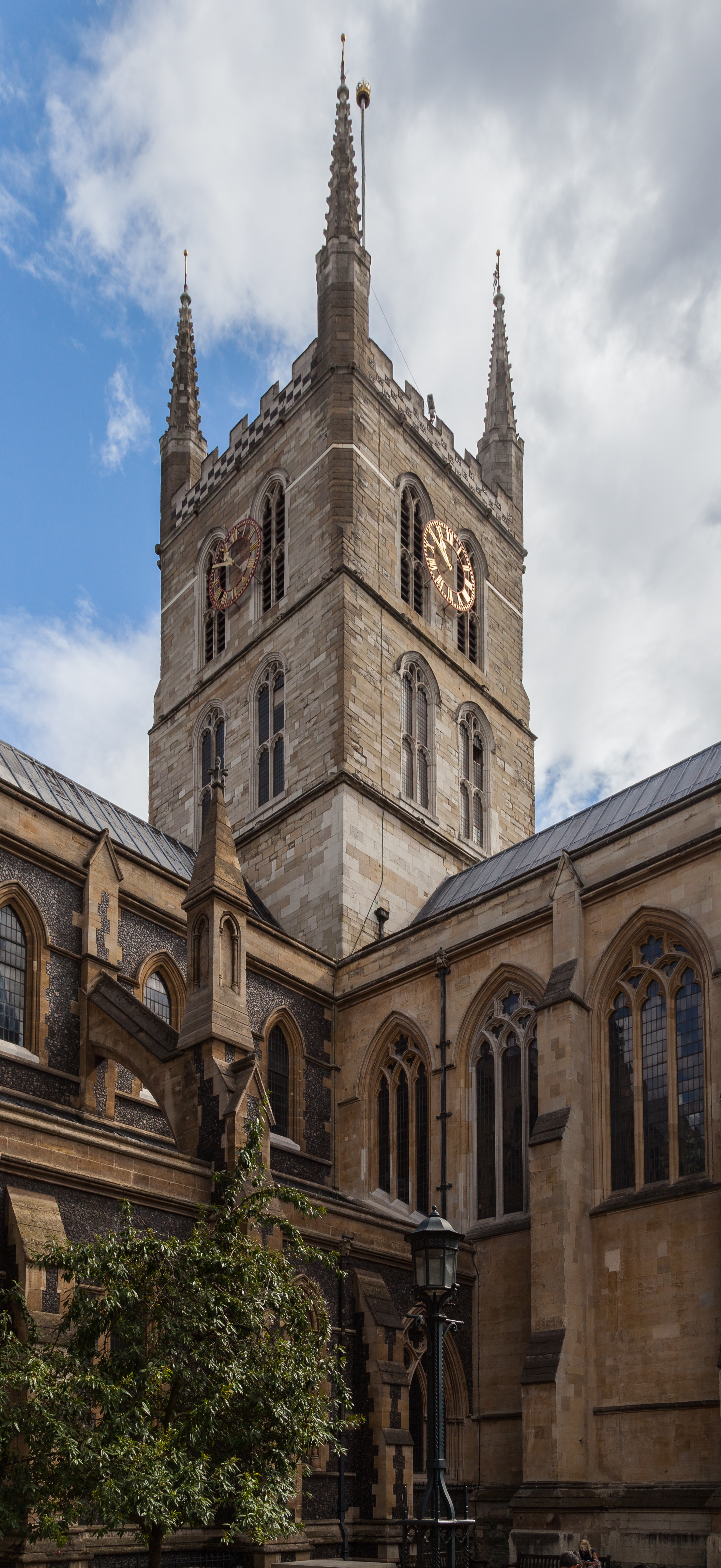
La torre de la catedral de Southwark.

Las primeras referencias a este lugar se encuentran en los archivos del « Domesday Book » de 1086, donde la catedral de Southwark parece estar bajo control del obispo Odo de Bayeux, medio hermano de Guillermo el Conquistador. Es poco probable que esta catedral sea anterior a la conversión de Wessex, a mediados de siglo VII, o la fundación de la "burgh" en 886. No hay ninguna prueba de que un convento fuera fundado en este lugar en 606 ni de la afirmación de que un monasterio fue fundado por san Swithun en el siglo IX. La catedral sajona era una colegiata que daba servicio a la zona del sur del Támesis. En 1106, en el reinado de Enrique I, ésta se convirtió en un monasterio agustino: la piedra normanda todavía puede verse, y Santo Thomas Becket predicó aquí antes de partir a Canterbury, días antes de su asesinato en 1170.
El cardenal Beaufort reparó la catedral en 1212 tras un incendio. La estructura principal de la minster actual fue construida entre 1220 y 1420, convirtiéndola en la primera iglesia gótica en Londres.
El poeta del siglo XV John Gower está enterrado aquí.

### SiglosXVIyXVII
Ritos herejes se produjeron en la capilla Galilea en 1555, bajo el reinado de María I.
Shakespeare enterró a su hermano, Edmund, aquí en 1607. La catedral tiene una colección de vidrieras del siglo XIX dedicadas a Shakespeare, en las que se representan las obras que escribió, y bajo las cuales hay una estatua de William Shakespeare reclinado sosteniendo un pluma. Fue un lugar muy popular de descanso eterno para los dramaturgos -  John Fletcher y Philip Massinger están también enterrados aquí. Lancelot Andrewes, coautor de la biblia del rey Jacobo, está enterrado en el altar mayor y John Harvard fue bautizado aquí.

### Desde elsigloXIXal presente

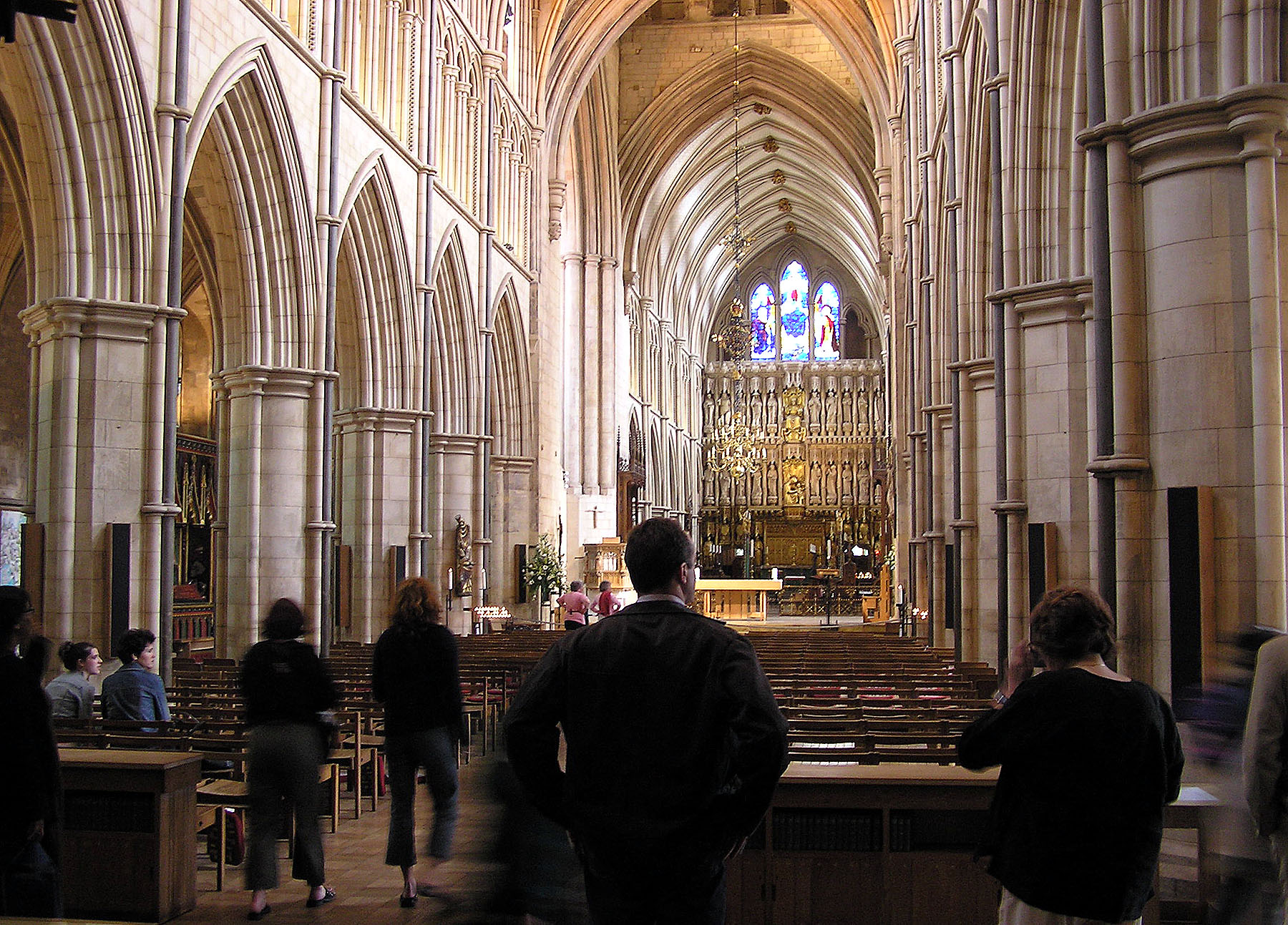
Nave central de la antigua minster.

Fue designada catedral cuando en 1905 se creó la diócesis de Southwark de la Iglesia de Inglaterra. Su primer y más duradero organista fue el Dr. Edgar Cook, que emitía diariamente en la radio de la BBC durante las décadas de 1920 y 1930.
Hay un memorial a las víctimas del desastre de Marchioness y monumentos a Nelson Mandela y al arzobispo Desmond Tutu. El 16 de noviembre de 1996 la catedral fue motivo de controversia al ser la sede de la misa del vigésimo aniversario del movimiento de Gays y Lesbianas. El Very Revd Jeffrey John, vicario general de San Albans y ex obispo electo de Reading, fue teólogo principal de Southwark. En la catedral también se celebran algunas ceremonias de graduación del King's College de Londres, la alma mater del clérigo Desmond Tutu.